# Business Insider
Business Insider (được cách điệu bằng việc viết hoa tất cả các chữ cái, ngắn gọn là BI , từ năm 2021 đến 2023 có tên Insider) là một tờ báo điện tử về doanh nghiệp, người nổi tiếng và các tin tức tài chính và kinh doanh Mỹ khởi đầu vào tháng 2 năm 2009 và có trụ sở tại thành phố New York và thuộc công ty Insider Inc.. Được thành lập bởi cựu Giám đốc điều hành DoubleClick là Kevin P. Ryan (DoubleClick là một thương hiệu của tập đoàn Google Inc., cung cấp các giải pháp tiếp thị trực tuyến), đây là thương hiệu bao quát nơi Silicon Alley Insider (ra mắt ngày 16 tháng 5 năm 2007) và Clusterstock (ra mắt ngày 20 tháng 3 năm 2008) xuất hiện. Trang web cung cấp và phân tích tin tức kinh doanh và hoạt động như để tổng hợp những tin tức mới nhất từ khắp nơi trên mạng toàn cầu. Tòa soạn trực tuyến hiện đang có một đội ngũ nhân viên với 50 người, và trang web báo cáo lợi nhuận lần đầu tiên vào quý 4 năm 2010.
Insider tổ chức các hội nghị ngành công nghiệp bao gồm IGNITION, nơi khám phá các mô hình kinh doanh mới nổi của ngành công nghệ truyền thông điện tử. Vào tháng 1 năm 2015, Insider lập nên BI Intelligence, một dịch vụ nghiên cứu dành cho những thuê bao đã đăng ký, và cung cấp dữ liệu cùng phân tích trên điện thoại di động, thanh toán, thương mại điện tử, phương tiện truyền thông xã hội và các ngành công nghiệp kỹ thuật số. Trang web cũng xuất bản mỗi năm những tuyển tập, như là "Digital 100: The World's Most Valuable Private Tech Companies" (Những công ty công nghệ có giá trị nhất thế giới).
Trong tháng 7 năm 2015, Insider đưa ra trang web công nghệ độc lập Tech Insider với đội ngũ nhân viên 40 người làm việc chủ yếu từ trụ sở chính của công ty hiện ở New York, nhưng tách biệt hẳn với tòa soạn trực tuyến của Insider.

## Tiếp nhận
Insider đã được ghi tên vào Inc. 500 (danh sách hàng năm của 500 công ty tư nhân phát triển nhanh nhất ở Mỹ do tạp chí Inc. công bố) trong năm 2012. Phần Clusterstock xuất hiện trong "Best 25 Financial Blogs" (25 Blog tài chính tốt nhất) của báo Time, và phần Silicon Alley Insider được chọn trong bài viết "Our Favorite Blogs 2009" ("Blogs yêu thích của chúng tôi năm 2009") của tạp chí công nghệ PC Magazine. Insider cũng được The International Academy of Digital Arts and Sciences trao giải thưởng Webby là blog về kinh doanh tốt nhất trong năm 2009. The New York Times báo cáo trong tháng 1 năm 2014 rằng lưu lượng truy cập trang mạng Insider là tương đương với nhật báo có ảnh hưởng lớn The Wall Street Journal. Tuy nhiên, trang web cũng đã nhận được những lời chỉ trích cho sự gợi tò mò và câu views trắng trợn.

## Mua lại
Vào tháng 9 năm 2015, tập đoàn xuất bản lớn nhất của Đức, Axel Springer đã mua lại 88% cổ phần trong Insider với giá là 343 $ triệu USD (306 triệu €). Sau khi mua Axel Springer SE giữ cổ phần khoảng 97% (trước đó Axel Springer đã nắm 9% cổ phần), công ty đầu tư cá nhân của Jeff Bezos nắm giữ số cổ phiếu còn lại. Kể từ năm 2018, Axel Springer sở hữu 100% cổ phần của Insider Inc.